# Ostehafen Bremervörde

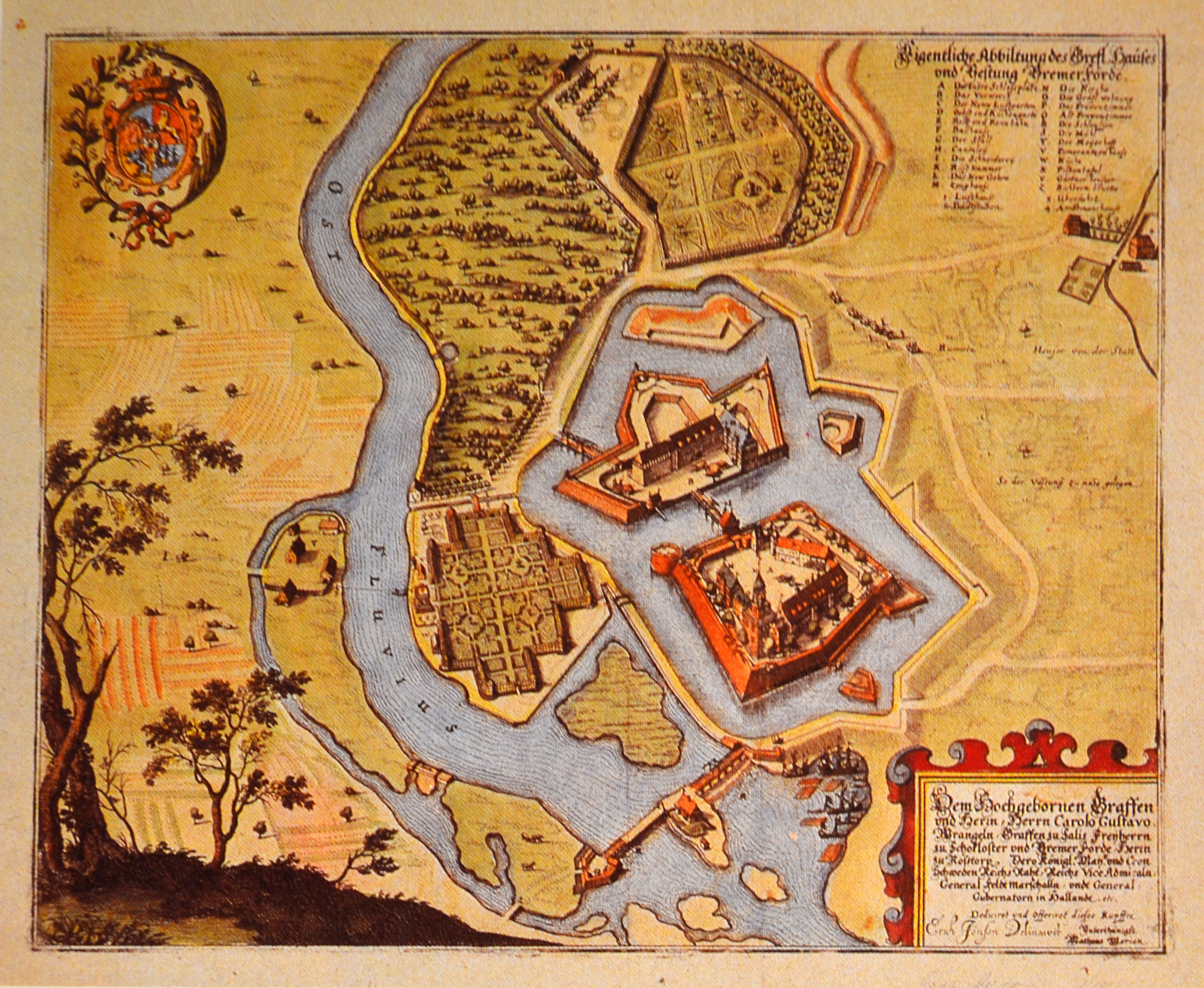
Bremervörde in der Topographie von Matthäus Merian, vor 1653

Der Ostehafen Bremervörde entstand vor dem Dreißigjährigen Krieg in Bremervörde am Endpunkt der schiffbaren Oste. Hier versperrte die Furt und später eine Brücke der Vörder Burg den Schiffen die Weiterfahrt.
Die große Moorsenke im Elbe-Weser-Dreieck konnte hier auf einem Geestrücken durchquert werden, der als Furt den Übergang über die Oste ermöglichte. Um das 8. Jahrhundert erfolgte die Errichtung der Siedlung namens Vörde. Hier entstand später die von einem Wassergraben umrandete Burg. Diese Burganlage mit dem kleinen Vörder Hafen wurde 1653 im Bild von Matthaeus Merian dargestellt. Es war die Ostefurt, die von Fernhandelswegen und lange Zeit von der Ochsentrift für den Weg von Dänemark nach Bremen und den Niederlanden genutzt wurde. Die Oste, die Furt und der Hafen prägten die Siedlung, die 1852 das Stadtrecht erhielt.

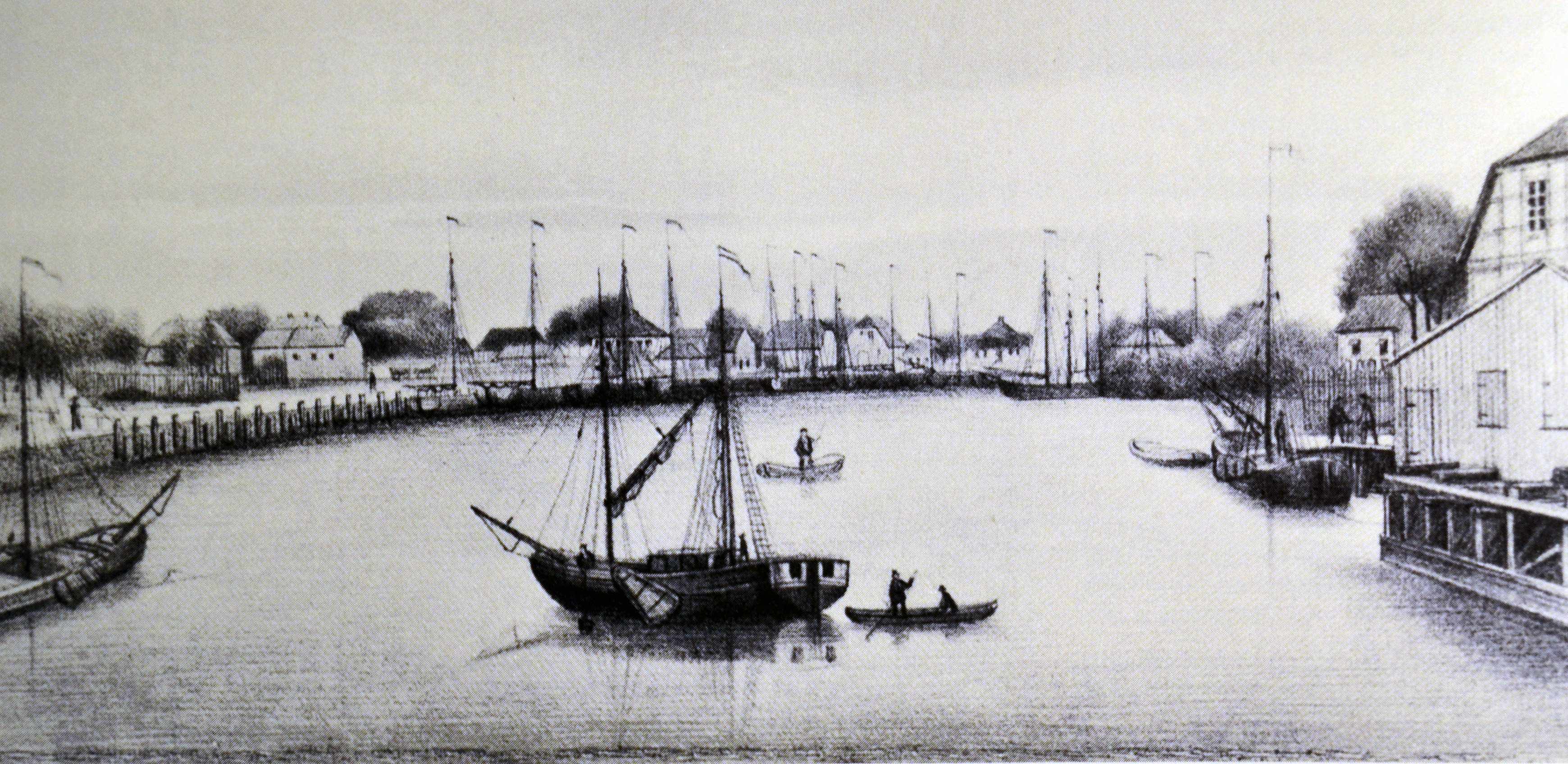
Der Bremervörder Hafen um das Jahr 1860

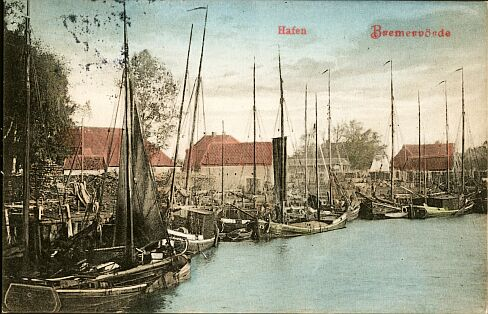
Der Bremervörder Hafen um das Jahr 1900

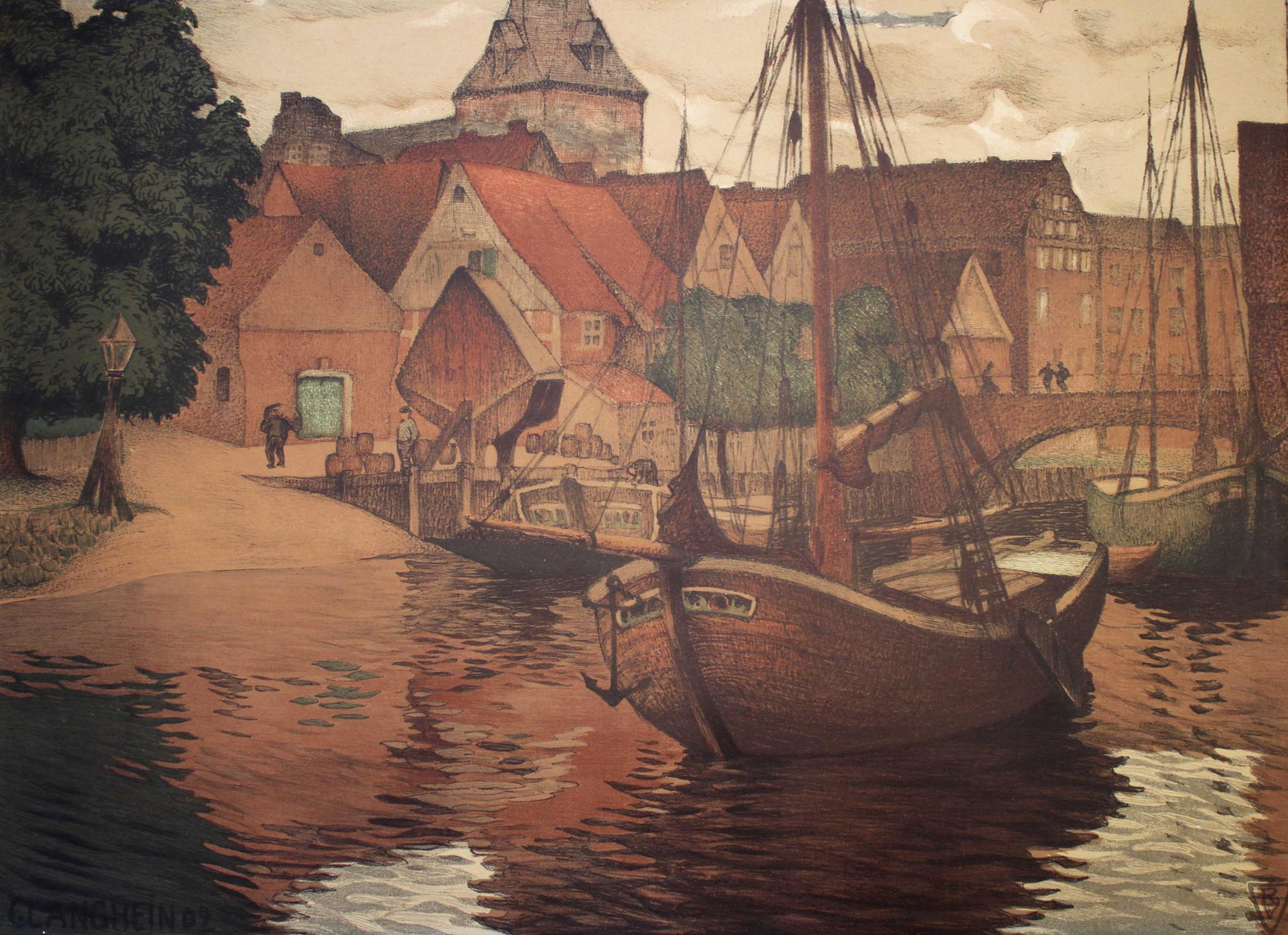
Typischer Ewer

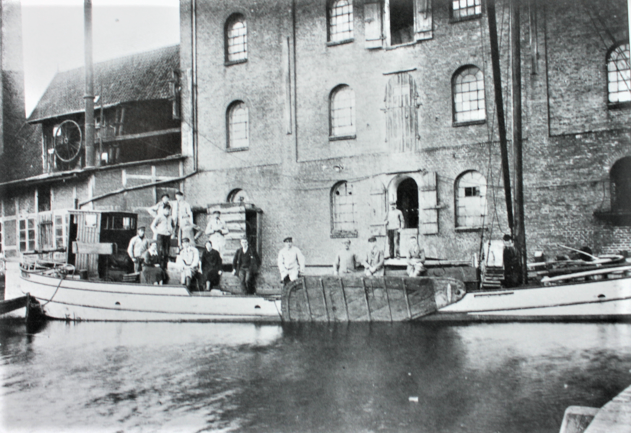
Ein Besanewer löscht Ladung für die Mühlenwerke

## Geschichte
Erstmals wird um 1250 vom Schiffsverkehr auf der Oste berichtet, als bereits viele Ewer den Fluss befuhren. 1690 berichtet der Schwedische Amtmann Johann Ernst Rist, dass Deichbrüche zur Versandung und Verschlammung der Oste geführt hätten, was vor Bremervörde die Schifffahrt behinderte, so dass nur noch kleine Ewer den Bremervörder Hafen anlaufen konnten. Daher wurde von größeren Schiffen der Löschplatz an der Fresenburg genutzt. Erst durch eine Flussregulierung (1759–1764) auf der etwa 6 km langen Strecke von Bremervörde stromabwärts wurden die störenden Sandbänke beseitigt und der Hafen auch für größere Schiffe wieder zugänglich.
Die Lage am Rande des riesigen sich zwischen Bremervörde und Bremen ausdehnenden Moorgebietes, bestehend aus dem Ostemoor, Gnarrenburger Moor, Rummeldeismoor, Langes Moor, Kurzes Moor und Teufelsmoor führte in Bremen zum Bau des Findorff-Hafens und zum erheblichen Ausbau des bestehenden Bremervörder Hafens der Unteroste und zum Bau des Torfschiffhafens an der Oberoste. Der Hafen von Bremervörde, der bis 1740 vorwiegend zur Versorgung der Bevölkerung diente, erhielt danach durch die Moorkolonisierung des Teufelsmoores einen deutlichen Aufschwung. Die Urbarmachung und Besiedlung wurde vom hannoverschen Kurfürsten angeordnet, der ab 1720 nach ersten mühevollen Versuchen Jürgen Christian Findorff 1751 mit der Moorkolonisation beauftragte und ihn 1771 zum Moorkolonisator ernannte. Im Rahmen dieser großen Aufgabe entwässerte er die Sümpfe und gründete viele Siedlungen.
Die in Bremervördes Nähe im Moor gelegenen beiden Siedlungen Fahrendorf und Fahrendahl wurden von Findorff zwischen 1771 und 1782 gegründet. Ab dem Jahr 1775 befand sich hier auf dem Fahrenberge eine mit Torf beheizte Glashütte, die Bremervörder Bürgern gehörte und die wirtschaftliche Entwicklung der umliegenden Dörfer und des Hafens positiv beeinflusste.
Zur großtechnischen Entwässerung der Moore begann Findorff neben vielen Gräben und Schiffgräben die Hamme, Wörpe und Wümme zu schiffbaren Wasserwegen auszubauen, da übliche mit Fuhrwerken befahrbare Wege im Teufelsmoor nicht existierten. Von 1769 bis 1790 ließ er den Oste-Hamme Kanal bauen, der in seinen Abmessungen auch den Verkehr mit Torfkähnen, den sogenannten Halbhunt-Kähne zuließ. Auf diesen Halbhunt-Kähnen konnten ca. sechs Kubikmeter Brenntorf nach Bremen oder Bremervörde transportiert werden.
Den ersten Generationen der von Findorff angesiedelten Moorbauern fiel es besonders in den ersten Jahren schwer, vom Anbau und Viehzucht zu leben. Sie wohnten in einfachen Katen mit offener Feuerstelle, hielten einige Ziegen und Schafe, seltener eine Kuh, die statt der eigenen Frau auch den Pflug zog. Sie bauten den Torf ab und säten in das abgegrabene Land Buchweizen. Den trockenen Torf nutzten sie zum Heizen und verkauften einen Teil nach Bremen oder Hamburg. Auch für die zweite und dritte Generation blieb das Leben entbehrungsreich, denn sie mussten neben den Arbeiten zum Überleben noch weitere Pflichten erfüllen und den Bau und die Instandhaltung von Kanälen, Gräben, Dämmen und Brücken erledigen. Obwohl der Torfabbau, Transport und Verkauf eigentlich nur für eine Übergangszeit gedacht waren, blieb er für die meisten Moorbauern die Haupterwerbsquelle. Aus dieser Zeit stammt die Aussage:
„Den Ersten sien Doad, den Tweten sien Not, den Dridden sien Broad“

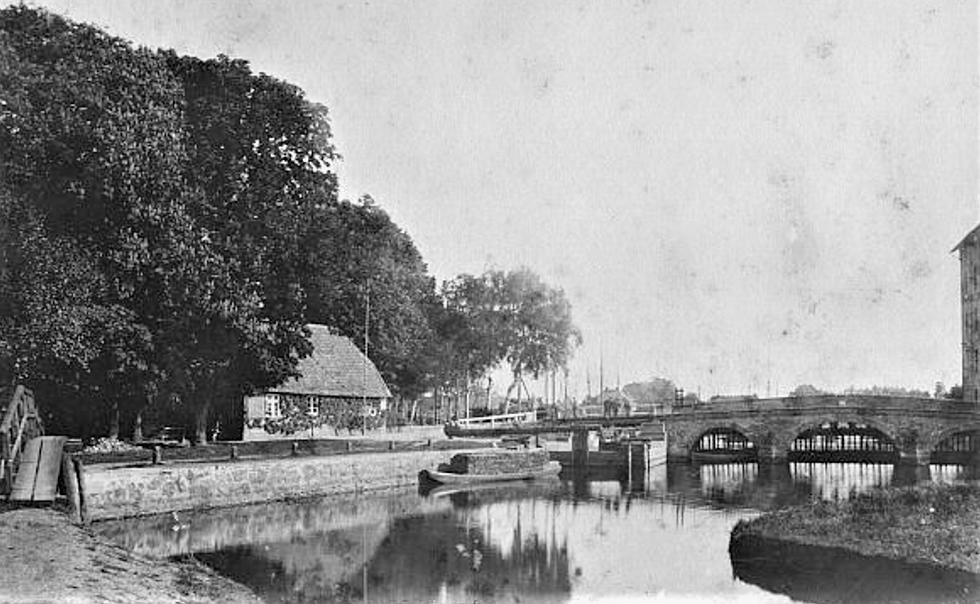
Der Bremervörder Torfschiff-Hafen in der Oberoste mit dem Schleusenwärterhaus in Bildmitte, Blick von der Wasserseite

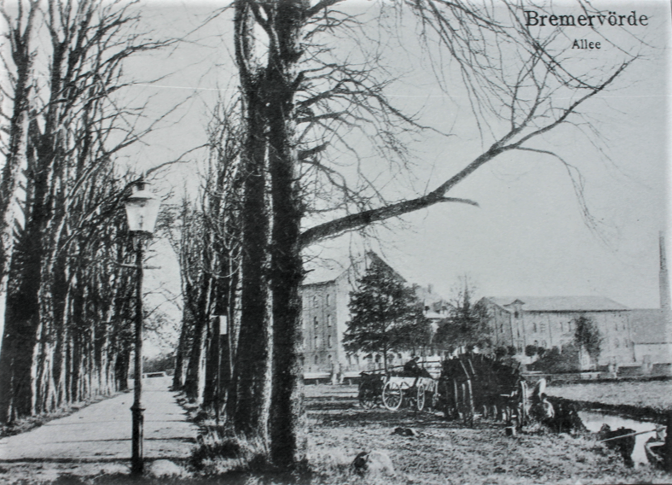
Der Bremervörder Torfschiff-Hafen in der Oberoste, Blick von der Landseite

## Der Oste-Hamme Kanal erhöht den Hafenumschlag
Nach dem Bau des 1769 bis 1790 erbauten Oste-Hamme-Kanals diente er der Entwässerung und Versorgung der Bevölkerung, da es hier kaum Straßen gab. Er ermöglichte den Torfbauern den Schiffstransport über die Hamme und Wümme bzw. Lesum und Weser nach Bremen und über die Oste mit Umladung im Bremervörder Hafen über die Elbe nach Stade, den Elbehäfen in Schleswig-Holstein und nach Hamburg. So wurde von vielen Siedlern der Moordörfer am Kanal der Torf über die Gräben und Kanäle gestakt und getreidelt. Das Treideln übernahmen nicht selten die Kinder oder die Ehefrauen.
Der Kanal mit einer Sohlenbreite von vier Metern ist 19 km lang, beginnt bei Spreckens an der Oberoste und endet bei der Kreuzkuhle in die Hamme. Er hatte eine Wasserspiegelbreite von sechs Meter und die Wassertiefe betrug 0,9 Meter. Die notwendige Wasserhaltung im Kanal war im Spätsommer und Herbst schwierig und wurde nur durch vielfache Kanalunterteilung und entsprechende Anordnung von vielen „Schütten“ und „Stauen“ ermöglicht, die den Transport erheblich erschwerten und wodurch die Fahrt mindestens zwei Mann erforderten. Ein Schütt oder Stau bestand aus einer Holzwand von fugendicht aufeinandergesetzten Brettern, die links und rechts in der Kanalwand in Führungen gehalten wurden. Bei Kuhstedt befand sich der höchste Punkt des Kanals und beim Öffnen zur Durchfahrt in Richtung Hamme bzw. Oste ging viel Wasser verloren. Daher wurden die Durchfahrten in Kanalordnungen mit Durchfahrtzeiten geregelt. Erst mit der Erfindung der Klappstaue ab den 1860er Jahren wurde die Kanalfahrt deutlich erleichtert, und der zweite Mann wurde eingespart.
Fast jeder Moorbauer hatte im 19. Jahrhundert seinen eigenen Torfkahn. Etwa ab Gnarrenburg erfolgte der Transport über den Kanal und die Oberoste in Richtung Bremervörde mit Umladung im Ostehafen auf erheblich größere Besanewer. Für die Fahrt nach Bremen brauchten die Torfbauern drei bis vier Tage und übernachteten im vorderen beheizbaren Teil der Halbhuntkähne oder in den Hammehütten. Über den Kanal bis zur Oberoste nach Bremervörde ging die Fahrt erheblich schneller, sie begann frühmorgens und endete oft schon am Abend. Je ob die Fahrt direkt am Kanal begann und ob im Torfschiffhafen an der Amtsallee gelöscht wurde oder ob es noch durch die Schleuse in den Bremervörder Haupthafen ging. Letzteres dauerte länger, da es in der Saison vor der Schleuse längere Wartezeiten gab. Im Haupthafen wurde der Torf auf größere Oste-Ewer verladen.

## Schwinge-Oste-Kanal, Oereler Kanal und Fresenburger Kanal
Der erheblich kürzere auch als Elmer Schiffgraben genannte Schwinge-Oste-Kanal verbindet die Oste mit der Schwinge. Der Kanal beginnt etwa 3,5 km unterhalb Bremervördes an der Unteroste und endet in der Nähe der Schwingequelle zwischen Elm und Mulsum. Der Bau wurde ebenfalls durch Findorff angeordnet und beaufsichtigt, er wurde 1774 begonnen und dauerte bis 1784. Er führte durch ein zwölf Meter mächtiges Moor, wodurch sich die lange Bauzeit von 10 Jahren erklärt. Er erhielt bei weitem nicht die Bedeutung wie der Oste-Hamme Kanal. Auch der in der Oberoste mündende Oereler Kanal, in den mehreren Entwässerungsgräben aus dem Ortsgebiet von Oerel münden, spielte bei dem Schifftransport von Torf eine untergeordnete Rolle. Auch der Fresenburger Kanal, der zwischen Elm und Bremervörde in die Unteroste mündet, diente ebenfalls der Moorentwässerung und zum Torftransport in den Bremervörder Hafen. Diese Kanäle wurden hauptsächlich zur Moorentwässerung gebaut, spielten aber auch eine Rolle zur Versorgung der Bevölkerung.

## Umschlag im Bremervörder Ostehafen

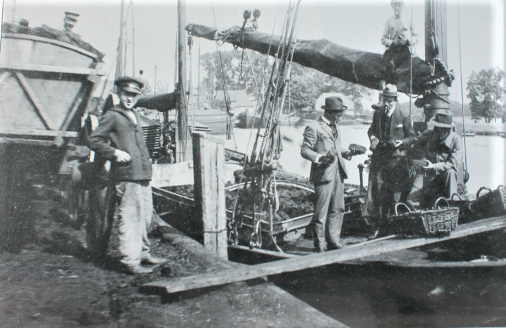
Bremervörder Hafen, Torfverladung auf einen Ewer

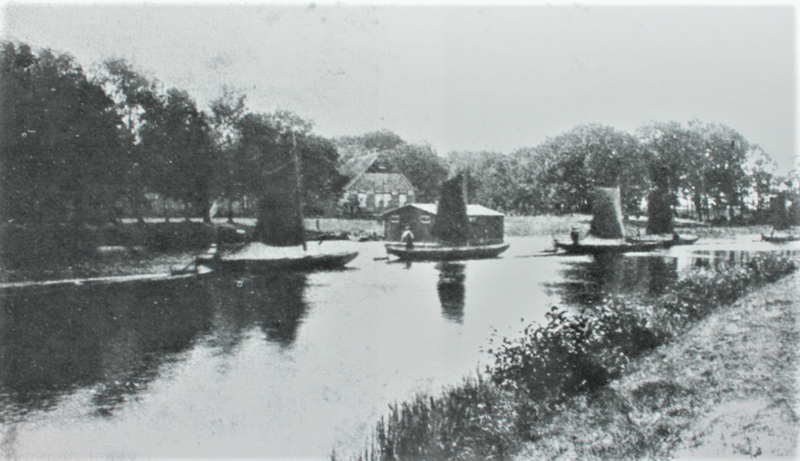
Oberoste, Huntschiffe auf der Heimfahrt

Als Endpunkt der schiffbaren Oste war der kleine Binnenhafen ein wichtiger Umschlagplatz für Baustoffe wie Kalk, Zement, Mauersteine und Dachziegel und sicherte die preiswerte Versorgung von einigen Grundnahrungsmittel wie Getreide, Zwiebeln und Kohl. Die Steine und Dachziegel kamen fast ausschließlich aus den Ziegeleien an der Unteroste.
Wolle, Wachs und Glasprodukte, besonders die patentierten Tropfengläser der Gnarrenburger Marienhütte, kamen ab den 1870er Jahren mit hier auch als Bullen bezeichneten Kähnen über den Oste-Hamme Kanal nach Bremervörde. Sie wurden regelmäßig mit dem sogenannten „Glasdampfer“ mit dem Namen Bremervörde nach Hamburg zum Weiterexport in alle Welt transportiert.
Ausgehend wurden Holz und landwirtschaftliche Erzeugnisse geladen. Ab 1720 wurde zunehmend Torf umgeschlagen, wobei der Torftransport nach Stade und Hamburg durch die Urbarmachung des Ostemoores bei Bremervörde zunahm. Ab 1790 wurde der Torftransport aus dem Gnarrenburger Moor durch die Fertigstellung des Oste-Hamme Kanals erheblich wichtiger und der Torfumschlag im Bremervörder Hafen erfuhr eine erhebliche Beschleunigung. Auch in Elm und Niederochtenhausen wurden Schiffstellen eingerichtet, da der Bremervörder Hafen ausgebaut werden musste. Hier wurde vorwiegend der Torf aus dem Ostemoor verladen. Größere Ewer konnten Bremervörde erst nach einer Ostebegradigung zwischen Elm und Bremervörde anlaufen.
Besonders die großen auch als Bullen genannten Halbhunt-Kähne mit einer Ladung von ca. sechs Kubikmeter Brenntorf, die über den Oste-Hamme Kanal und die Oberoste den Flecken Bremervörde erreichten, verursachten im Herbst einen Stau, um durch die Schleuse in den Hafen der Unteroste zu gelangen. Daher wurde im Bereich der Oberoste in der Amtsallee vor der Schleuse ein kleiner Hafen angelegt, in dem die Torfkähne ihr Torf für die Bremervörder Bürger in Ackerwagen löschen konnten.
Am 30. Oktober 1800 wurde eine Verordnung durch die Bürgermeister verkündet, die es in Bremervörder Hafen anlegenden Schiffern verbot, ihre Ware in großen Mengen an „gewinnsüchtige Verkäufer“ zu verkaufen. Die Waren mussten vorher vorschriftsmäßig im Orte ausgerufen werden. Hintergrund war, das Waren wie Zwiebeln und Kohl zur einfachen und gerechten Versorgung aller Bürger zu dienen hatten. Es wurden häufige Verstöße gegen diese Verordnung und die „Polizey-Ordnung“ überliefert, die mit Strafen geahndet wurden. Nach Beendigung der 1803 begonnenen so genannten „Franzosenzeit“ wurde die unterbrochene Moorkolonisation fortgesetzt, und im Bremervörder Bereich der Unteroste entstanden einige Gewerbebetriebe wie die Knochenmühle mit Leimkocherei, die Kalkbrennerei, eine Sägerei und Torfwerk sowie die Schiffswerft am Gnattenberg.

## Torfhandel und -umschlag im Ostehafen Bremervörde
Am 15. Juli 1818 wurde vom Amt Bremervörde der Torfhandel neu geregelt und das bisherige Torfmaß „Fuder“ durch „Korb“ ersetzt. Das Amt setzte fest, dass ab diesem Datum nur der genormte und nummerierte Korb als alleiniges Torfmaß für den Torfhandel galt. Diese fortlaufend nummerierten Körbe hat das Amt anfertigen lassen und die Nummern wurden inwendig eingebrannt und auswendig aufgemalt. Sie wurden beim Bürger Johann Segelhorst aufbewahrt und wurden ab 1818 von den Schiffern vor der Verladung abgeholt und nach Beendigung wieder zurückgebracht. Die Schiffer mussten für die Nutzung zwei Schilling Cassen-Münze (24 Pfennig) bezahlen und wenn sie nach Körben handelten auch zwei Körbe gegen Gebühr an Bord nehmen.
Es gab zwei Gruppen von Ewerschiffern, zum einen die Torfschiffer als selbstständige Händler mit fester Kundschaft und in der Saison nur Torf fuhren und daher leer in Bremervörde einliefen. Die andere Gruppe, die Frachtschiffer kamen beladen an. löschten ihre Ladung und luden Torf für fremde Rechnung als Rückladung.
Nicht nur das Beladen der Ewer im Bremervörder Hafen lag in den Händen der Stauer und verlief seinerzeit (ohne Telefon und Fahrrad) anders ab, als bei heutiger Schiffsabwicklung und -beladung. Die Stauer wohnten direkt am Hafen und gingen zu den Schiffsanküften an die Schiffsstelle, deren Zeiten sie aufgrund der Flut und des Windes kannten. Hier erfragten sie von „ihrem“ jeweiligen Torfschiffern die benötigte Ladung, die die Torfkunden in Hamburg oder Schleswig-Holstein beim Schiffer bestellt hatten. Je nach der Qualität, entweder heller gestochener Bäckertorf der oberen Moorschichten oder flachgetretener und geglätteter Backtorf der mittleren und unteren Schichten, und Menge schätzte der erfahrene Stauer die Zeit ab, bis der Torf beim Schiff sein konnte. Er informierte den Schiffer, damit der sich auf die Wartezeit einrichten konnte. Die Stauer wusste in etwa, welcher „seiner“ Moorbauern trockenen Torf der gewünschten Qualität vorrätig hatte oder haben könnte und machte sich zu Fuß auf den Weg. Bei diesem Moorbauer wurde er in der Regel zum Mittag oder Kaffee eingeladen, bevor man zum Geschäft kam. Der Moorbauer nannte die verfügbaren Mengen und auch die benötigten Zeiten zum Beladen der hier als Bullen bezeichneten Huntschiffe und die Ankunft in Bremervörde. Häufig brauchte der Moorbauer auch den Kahn des Nachbarn für den Transport und Hilfe beim Beladen. Mit tatkräftiger Unterstützung der Familie begann am gleichen Tag das Beladen. Anschließend oder am nächsten Tag frühmorgens ging es auf die Torfkahnfahrt zum Bremervörder Hafen, der je nach Entfernung und Lage zum Oste-Hamme Kanal nach ein bis zwei Tagen erreicht wurde. Zu jedem Bullen gehörten zwei Mann, einer zog und der andere stieß den Kahn vom Ufer ab.
In der Regel musste der Stauer weitere Moorbauern besuchen, um die vom Schiffer benötigte Ladungsmenge zu beschaffen. Danach machte er sich auf den Heimweg und teilte dem Schiffer das Ergebnis seiner kurzen Handelsreise mit. Bei der Ankunft der über den Kanal getreidelten und über die Oberoste gesegelten Kähne im kleinen Torfhafen an der Amtsallee wurde der Kahn und die Ladung aufgemessen, eine Arbeit die auch häufig vom Schleusenmeister durchgeführt wurde. Hier warteten in der Saison häufig weitere Torfkähne und das anschließende Durchschleusen erfolgte immer mit zwei Bullen gleichzeitig. Im Hafenbereich der Unteroste wurden die Bullen anschließend zu den wartenden Ewern gewriggt.
Zu beiden Seiten der wartenden Ewer lagen vier bis sechs Bullen und die Ewer wurden unter Anleitung des Stauers von je zwei Mann pro Bulle und dem Schifferknecht beladen. Nach der Beladung wurden die Moorbauern vom Schiffer bezahlt, der Durchschnittspreis für einen beladenen Bullen betrug rund 20 Taler, in trockenen Jahren sank er bis auf 17 Taler, während er in nassen Jahren auf 25 Taler anstieg. Der Stauer ging bei Hochwasser an Bord des jeweiligen fertig beladenen Ewers und unterstützte den Schiffer des hochbeladenen Ewers unter Segel bei der Fahrt auf der Unteroste bis Niederochtenhausen. Hier wurde an der Schiffstelle angelegt und der Stauer erhielt seinen Staulohn von rund sechs Mark und machte sich durch die Fresenburg auf den Heimweg.
Die Saison der Torfewer mit dem Torf vom Vorjahr ging von Mitte März bis Anfang Juni und mit dem neuen Torf von Mitte Juli bis Ende November.

## Schiffsverkehr zum Bremervörder Hafen
Wie stark der Schiffsverkehr zum Beispiel 1836 auf der Oste war, zeigen die Aufzeichnungen eines Zollschiffes, das vor der Ostemündung in der Elbe lag. Hiernach wurden 1836 auf der Oste 10.321 Schiffe registriert, davon 5232 einlaufende und 5089 auslaufende Schiffe. Hiervon haben rund 1000 Schiffe Bremervörde angelaufen.
Aus einem Heberegister für Schiffsstättengebühren, das in Bremervörde aufbewahrt wird, wurden in dem Jahr 1848 rund 1100 einlaufende Schiffe im Bremervörder Hafen notiert, wobei die auswärtigen Schiffer hauptsächlich aus Hamburg, Elmshorn, Glückstadt, Itzehoe und Freiburg kamen. Aus Finkenwerder kam immer auch ein Schiffer mit dem bekannten Namen Kienau nach Bremervörde. Die Bremervörder Schiffer dieser Zeit hießen Gerdel, Müller, Schlichting, Springer, Murken, Kleen und Schulz.
Um 1900 erhielt Bremervörde einen Eisenbahnanschluss nach Stade und Bremerhaven. Es wurden auch Gleise im Hafen verlegt und der Torfschiffhafen in der Amtsallee erhielt zwei Gleise zur Torfverladung.

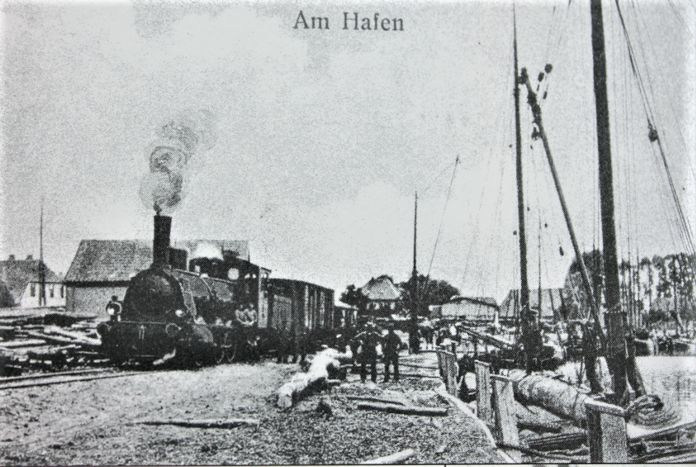
Die Bremervörder Hafenbahn um das Jahr 1900

Mit der Verbesserung der landgebundenen Verkehrswege und der Motorisierung im 20. Jahrhundert verlor die Flussschifffahrt und besonders die Torfschifffahrt ihre einzigartige Bedeutung. Die Steinkohle löste den Torf ab und ab 1930 spielte der Torf nur noch eine regionale Bedeutung. Inzwischen hatte Stackbusch zur Uferbefestigung von Flüssen Torf als Ladung abgelöst. Es war fest gebündeltes Busch- und Strauchwerk, das von den Altenteilern und Bauern im Winter an den Weg- und Waldrändern abgeschlagen wurde. Auf Ackerwagen wurde er zum Hafen transportiert und zwischengelagert. Im Frühjahr wurde er dann auf die inzwischen motorgetriebenen Ewer verladen. Sowohl in die Laderäume als auch an Deck wurde der Stackbusch mehrere Meter hoch gestaut und verzurrt. Der Schiffer stand dort oben und betätigte das Ruderrad mit einer entsprechenden Verlängerung. In den 1990er Jahren wurde auch diese Ladung weniger und heute wird der Hafen von privaten Seglern und Motorbootfahrern genutzt.